# Peter Petroff
Peter Petroff  (búlgaro: Петър Петров) (21 de octubre de 1919 - 27 de febrero de 2003 fue un inventor, ingeniero, científico de la NASA y aventurero búlgaro. Estuvo involucrado en el programa espacial de la NASA. Entre sus muchos logros, Petroff ayudó en el desarrollo de uno de los primeros sistemas computarizados de monitoreo de la contaminación y dispositivos de telemetría para satélites de clima y comunicaciones tempranos. Petroff ayudó a desarrollar componentes de uno de los primeros relojes digitales del mundo y uno de los primeros monitores cardíacos inalámbricos, y muchos otros dispositivos y métodos importantes. Petroff fundó Care Electronics, Inc., que fue adquirida por Electro-Data, Inc. de Garland, Texas en el otoño de 1971.
El punto Petroff en la isla Brabante en la Antártida lleva el nombre de Petroff.
En 1963, se mudó a Huntsville, donde participó en el desarrollo de los cohetes de Saturno para el programa Apolo de la NASA bajo Wernher von Braun.